# Absint

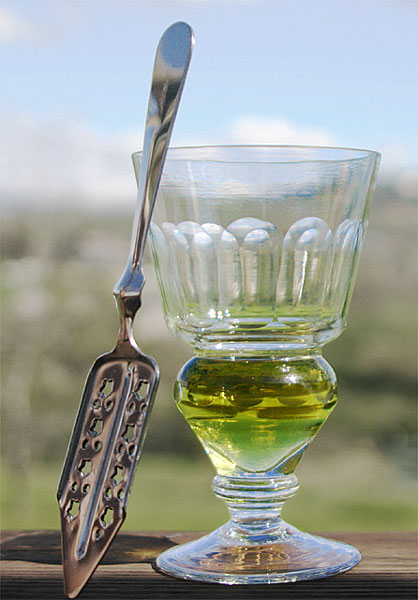
Een glas met absint

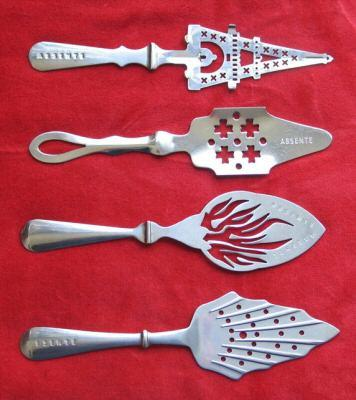
Absintlepels

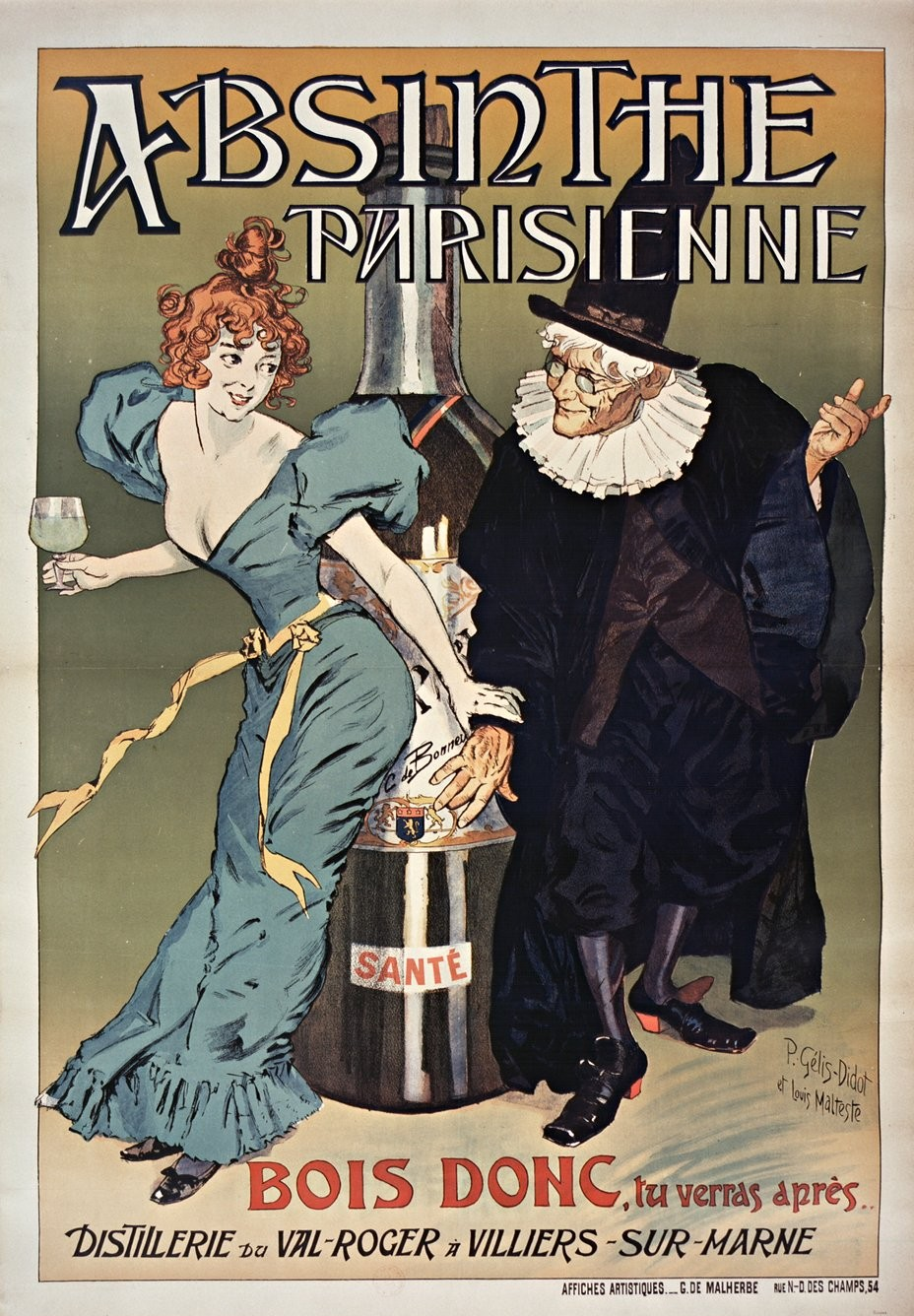
Advertentie uit 1896 voor absint

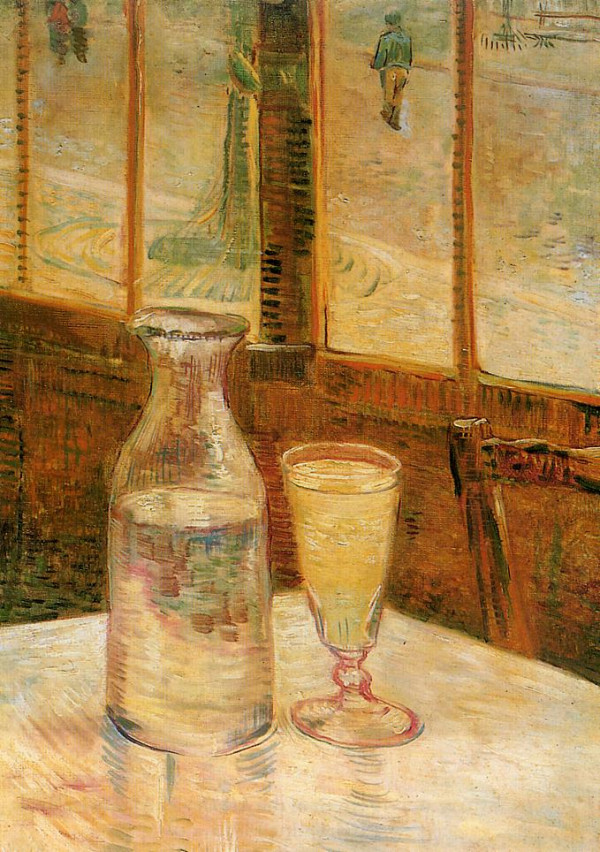
Vincent van Gogh dronk grote hoeveelheden absint. Sommigen brengen dat in verband met zijn kenmerkende schilderstijl. Zo wordt zijn royale gebruik van de kleur geel vaak toegeschreven aan overconsumptie van absint. Ook de crises in zijn laatste twee levensjaren hangen mogelijk samen met thujonvergiftiging door overconsumptie van absint.

Absint is een sterkedrank op basis van anijs, absintalsem (Artemisia absinthium), venkel en een aantal aanvullende kruiden. In Europa was het een van de populairste alcoholische dranken van de late 19e eeuw. Absint werd in het begin van de 20e eeuw in diverse Europese landen verboden, wegens de vermeende hallucinogene werking en neurotoxiciteit van thujon, een bestanddeel van absintalsem. Sinds het begin van de 21e eeuw is absint in veel Europese landen weer toegestaan. De concentratie thujon in de absint die in de 19e eeuw werd gedronken is lange tijd veel te hoog geschat. Moderne absint bevat vergelijkbare concentraties thujon, die inmiddels als veilig worden beoordeeld.

## Ingrediënten
Absint heeft meestal een groene of geelgroene tint, maar wordt soms als kleurloos distillaat gebotteld (blanke absint). Absint wordt op de markt gebracht met een variërend alcoholpercentage, dat soms flink boven de gangbare 40 % kan liggen. Alcoholpercentages van 50 tot 80 % kunnen daarbij voorkomen.
Naast het genoemde thujon bevat absint diverse andere stoffen. De groene kleur van absint is afkomstig van chlorofyl uit een extract van bladeren van Absintalsem, Artemisia pontica, citroenmelisse, hyssop en soms ereprijs. Slechts in zeldzame gevallen werd de groene kleur verkregen door het toevoegen van het giftige koper of indigo. Verantwoordelijk voor de bittere smaak van absint is de inhoudsstof absinthine.

## Gebruik van absint
Absint wordt soms puur gedronken. Gebruikelijker is het om volgens een vast ritueel water en suiker toe te voegen. Een absintlepel met een suikerklontje wordt op het glas geplaatst. Vervolgens wordt ijskoud water over het suikerklontje gedruppeld en ten slotte wordt er goed geroerd. In een moderne variant van het absintritueel wordt het suikerklontje met absint geflambeerd.

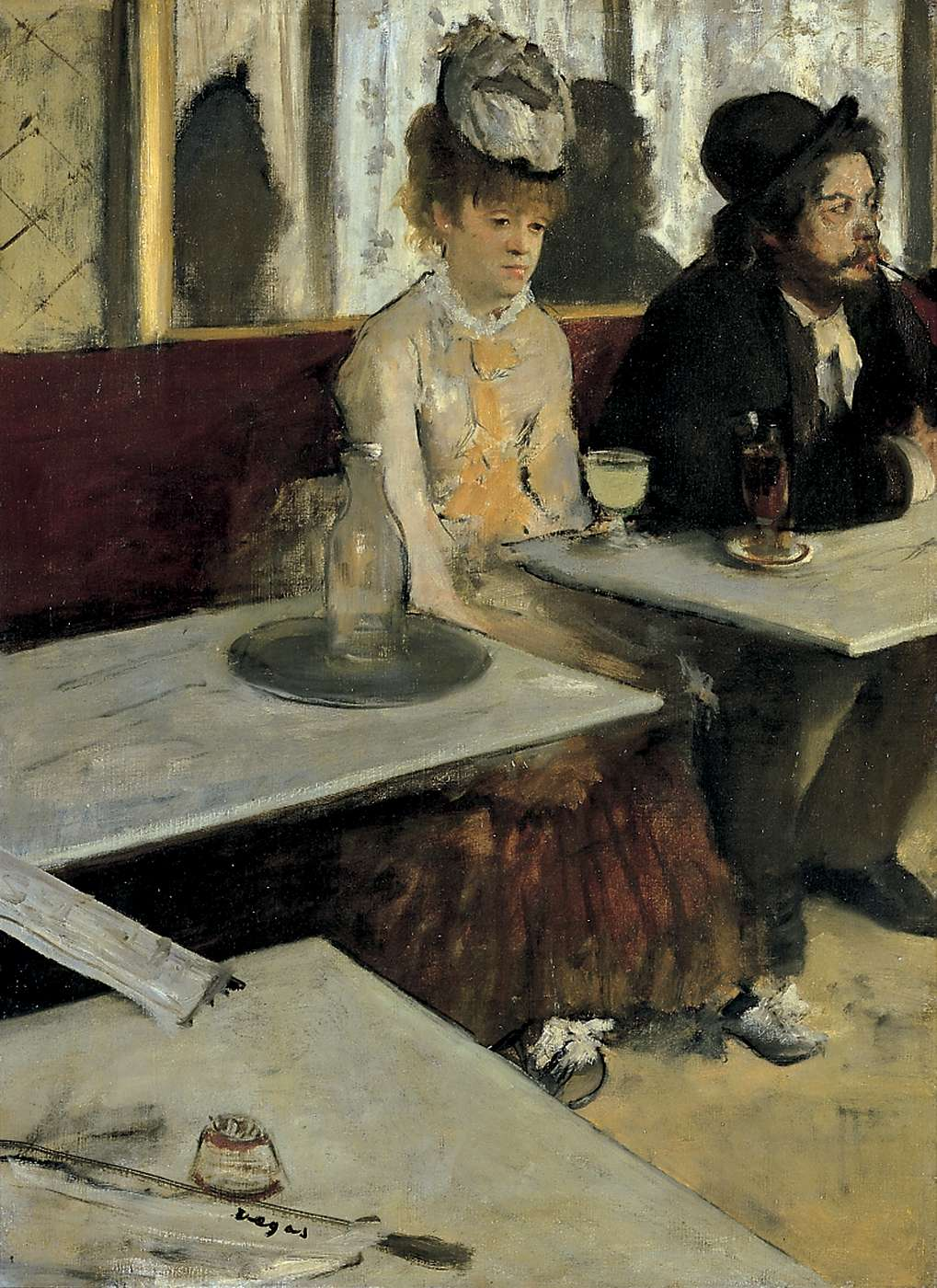
De absintdrinkster, Edgar Degas, olieverf op doek, 92 x 68 cm, Musée d'Orsay, Parijs. Dit schilderij laat actrice Ellen Andrée en kunstenaar Marcellin Desboutin zien, waarbij de vrouw een glas absint voor zich heeft. Het drankje is troebel geworden door de toevoeging van water. De man drinkt zwarte koffie.

## Geschiedenis
Absint werd voor het eerst commercieel geproduceerd door Henri-Louis Pernod in 1805. Hij had het recept voor de drank gekocht van de Franse arts Ordinaire, die te paard door de Zwitserse Jura trok om zijn panacees te slijten. Hoewel het van oorsprong een volksdrank was, werd absint in de 19e eeuw vooral populair onder kunstenaars, die het de bijnaam De Groene Fee gaven. De Fee zou een belangrijke bron van artistieke inspiratie zijn. Deze veronderstelling heeft ongetwijfeld bijgedragen aan de mythe rond de psychoactieve effecten van absint. Vincent van Gogh zou er zijn hele periode aan te danken hebben en Ernest Hemingway zou zijn boek For whom the bell tolls onder invloed van absint geschreven hebben.
Enkele andere beroemde absintdrinkers zijn Paul Gauguin, Henri de Toulouse-Lautrec, Charles Baudelaire, Guy de Maupassant, Édouard Manet, Oscar Wilde, Paul Verlaine, Edgar Allan Poe en, veel later, de Amerikaanse rockster Marilyn Manson, die zijn eigen absint heeft gecommercialiseerd onder de naam Mansinthe. Verschillende kunstenaars, zoals Edgar Degas, Édouard Manet en ook Henri de Toulouse-Lautrec vereeuwigden absintdrinkers op hun schilderijen.

## Absintisme
Met de toenemende massaconsumptie van absint ontwikkelden steeds meer chronische en intensieve absintgebruikers symptomen als epileptische aanvallen, stoornissen van spraak en slaap, geestelijke uitputting en auditieve en visuele hallucinaties. Men meende dat dit zelfs kon leiden tot de dood. Deze symptomen werden gekoppeld aan de term "absintisme". Absintisme werd verder in verband gebracht met hersenschade, gastro-intestinale aandoeningen, psychiatrische ziekten en zelfmoord. Ook werd een verhoogde incidentie van slokdarmkanker bij absintdrinkers gesignaleerd. Daarentegen raadden andere auteurs uit het einde van de 19e eeuw gematigde doses absint juist aan als remedie tegen depressies.
| Belangrijkste acute en chronische effecten van absint beschreven in de 19e eeuw | Belangrijkste acute en chronische effecten van absint beschreven in de 19e eeuw |
| Acute effecten                                                                  | Chronisch absinthisme                                                           |
| ------------------------------------------------------------------------------- | ------------------------------------------------------------------------------- |
| duizeligheid                                                                    | manie                                                                           |
| epileptische insulten                                                           | hersenverweking                                                                 |
| zenuwzwakte                                                                     | algehele verlamming                                                             |
| delirium                                                                        | psychose                                                                        |

Verreweg de meeste medische literatuur uit die tijd, zowel serieuze als populaire, demoniseerde absint. Dit werd een van de redenen voor de absintbestrijding. De definitie van absintisme als een syndroom dat los zou staan van alcoholisme is nauw verbonden met de Franse arts Valentin Magnan. Tussen 1864 en 1874 beschreef hij visuele en auditieve hallucinaties, gepaard gaande met veranderingen in het bewustzijn na gebruik van absint. Anderen beschreven acute symptomen van absint, zoals hallucinaties, rusteloosheid, verwarring, delier en epileptische aanvallen. Symptomatische verschillen tussen de absintdrinker en de gewone alcoholist werden gepresenteerd op het Eerste Internationale Eugeneticacongres: bij absintisme werd de "hallucinatiewaanzin" omschreven als "actiever met plotselinge aanvallen van delirium, meer angstaanjagend, die soms gevaarlijke reacties van extreem geweld tot gevolg hebben".
De klinische beschrijvingen uit die tijd waren echter speculatief en een verband tussen absintconsumptie en dergelijke symptomen werd niet op betrouwbare wijze aangetoond. Weliswaar werd experimenteel onderzoek verricht om een verband aan te tonen, maar dat onderzoek werd altijd uitgevoerd met "essence d'absinthe" (farmaceutische absintalsem extracten) of pure etherische olie van absintalsem, terwijl wel de term "absint" voor deze bereidingen werd gebruikt. Al in 1869 werd in het medisch vakblad The Lancet dergelijk onderzoek bekritiseerd, evenals de daaruit door Magnan getrokken conclusie dat absintisme zou verschillen van chronisch alcoholisme.
De bij de onderzoeken uit de 19e eeuw geconstateerde symptomen van slapeloosheid, tremor, hallucinaties, verlamming en zelfs epileptische toevallen zijn ook symptomen van chronisch alcoholisme. Het syndroom absintisme wordt daarom tegenwoordig niet onderscheiden van chronisch alcoholisme. Onderzoek uit 2006 heeft de psychoactieve werking van thujon slechts kunnen aantonen bij zeer hoge doseringen, veel hoger dan waarvan bij normale absintconsumptie sprake is. Moderne auteurs duiden het absintismesyndroom dan ook aan als fictief.

## Absintverbod
Toen de absintconsumptie aan het einde van de 19e eeuw grote proporties aannam, namen veel Europese landen, evenals de regering van de Verenigde Staten, wetten aan die de productie en consumptie van absint aan banden legden. Aanleiding tot het verbod was, naast het hierboven beschreven fictieve syndroom, onder andere het tragische geval van de Zwitserse alcoholist Jean Lanfray, die na overmatige alcoholconsumptie, waaronder twee glazen absint, zijn gezin uitmoordde. Wat ook meespeelde was het feit dat in de jaren 1870 tot 1885 alle wijngaarden in onder andere Frankrijk aangetast werden door de verwoestende druifluis (Phylloxera vastatrix), waardoor de wijnproductie stagneerde en absint de nationale volksdrank werd. De Franse regering zou begin 1900 de negatieve publiciteit over absint bewust hebben verspreid om de Fransen weer aan de wijn te krijgen, toen de wijnstokken weer groeiden door enting op resistente Amerikaanse wijnstoksoorten. Absint werd uiteindelijk op internationale schaal verboden, hoewel genoemde excessen vanwege het absintgebruik meer te maken zouden hebben gehad met overmatig alcoholgebruik of het drinken van zelfgestookte absint waarvan de alcohol verontreinigd was met het giftige methanol, dan met vergiftiging door de thujon in absint.
Als surrogaat voor absint ontwikkelde de firma Pernod anis, vrijwel gelijk aan absint, maar dan zonder alsem. Andere fabrikanten betraden de markt met hun pastis, waarin de kruidenextracten niet door distillatie maar door maceratie werden verkregen.
Na bijna honderd jaar verbod stelde de Europese Raad in 1988 een richtlijn vast "betreffende de onderlinge aanpassing van de wetgevingen der lidstaten inzake aroma's voor gebruik in levensmiddelen en de uitgangsmaterialen voor de productie", waardoor de mogelijkheid ontstond om alsem opnieuw toe te staan als ingrediënt van alcoholische dranken.
In de periode daarna kon absint gaandeweg weer vrij verhandeld worden in alle landen van de Europese Unie. De samenstelling verschilt niet veel met die van voor het absintverbod. In Duitsland en Frankrijk wordt sinds de jaren '90 weer absint geproduceerd. Andere absintproducerende landen, zoals Spanje (absenta) en Portugal, hebben nooit een verbod op absint gekend. In Nederland was de verkoop van absint verboden bij de absintwet van 1909. In 2005 is de wet vervallen verklaard. Ook België trok het absintverbod dat jaar in.

## Thujongehalte
De Codex Alimentarius-commissie van de WHO/FAO heeft een limiet vastgesteld van maximaal 35 mg thujon per liter absint. Deze limiet is overgenomen in veel landen, waaronder de Europese Unie en Zwitserland, maar niet in de VS, waar de productie en import van absint nog steeds is verboden. Consumptie en bezit van absint zijn in de VS echter niet verboden. Reizigers die een fles meenemen in hun bagage of inwoners van de VS die een fles via internet bestellen, zijn niet strafbaar volgens Amerikaans recht.
Het thujongehalte van absint uit de periode voor het absintverbod was lange tijd onduidelijk en is bovendien lange tijd overschat. Nog in 1992 is dit gehalte berekend op 260 mg/l. Daarbij werd ten onrechte verondersteld dat alle in de plant aanwezige thujon ook in de absint terechtkomt. Vrijwel alle thujon verdwijnt echter bij het distilleren. Ook de niet-specifieke analysemethoden die in de 19e eeuw gebruikt werden hebben voor een overschatting van het thujongehalte gezorgd. Wanneer het thujongehalte van traditioneel geproduceerde absint wordt bepaald met moderne chromatografische analysemethoden, blijkt deze slechts 1 tot 2 mg/l te bedragen. Analyse van flessen absint daterend uit de tijd van voor het absintverbod levert eenzelfde beeld op. Er is kortom geen enkele aanwijzing dat absint vroeger dusdanig hoge concentraties thujon bevatte dat het toxische effecten had. Integendeel, alle historische absint lijkt aan het huidige wettelijk maximum voor thujon te voldoen.
Sommige hedendaagse absint lijkt zelfs hogere thujonconcentraties te hebben dan voor het absintverbod: een analyse uit 2005 toonde aan dat circa 22 procent van de commercieel verkrijgbare absint een thujonconcentratie van meer dan 10 mg per liter heeft. Absintverkopers adverteren tegenwoordig dan ook met hoge thujonconcentraties en de veronderstelde psychoactieve en lustopwekkende eigenschappen van hun producten.